# Décroche les étoiles
Pour plus de détails, voir Fiche technique et Distribution.
Décroche les étoiles (Unhook the Stars) est un film franco-américain réalisé par Nick Cassavetes et sorti en 1996.

## Synopsis
Mildred Hawkes est une femme veuve « entre deux âges » mais pleine d'énergie. Elle vit à Salt Lake City. Ses rapports avec sa fille Annie  sont conflictuels, mais elle s'entend bien mieux avec son fils et sa belle-fille. Elle côtoie par ailleurs sa voisine Monica et son petit garçon qu'elle garde depuis peu, J. J. Monica lui présente notamment “Big Tommy”, un chauffeur de poids lourd.

## Fiche technique
Sauf indication contraire, les informations mentionnées dans cette section peuvent être confirmées par la base de données cinématographiques IMDb,  présente dans la section « Liens externes ».
- Titre français : Décroche les étoiles
- Titre original : Unhook the Stars
- Réalisation : Nick Cassavetes
- Scénario : Nick Cassavetes et Helen Caldwell
- Photographie : Phedon Papamichael
- Montage : Petra von Oelffen
- Musique originale : Steven Hufsteter
- Producteur : René Cleitman
- Coproducteur : Gérard Depardieu
- Pays de production :  États-Unis,  France
- Langue originale : anglais
- Format : couleur — 35 mm — 1,33:1 — son Dolby Digital
- Genre : drame, romance
- Durée : environ 101 minutes
- Dates de sortie :
  - France : 4 septembre 1996
  - Canada : 10 septembre 1996 (festival de Toronto)
  - États-Unis : octobre 1996 (festival de Chicago)

## Distribution
- Gena Rowlands : Mildred Hawkes
- Marisa Tomei (VF : Sophie Arthuys) : Monica Warren
- Gérard Depardieu : le grand Tommy (Big Tommy en VO)
- Jake Lloyd : Jake Warren
- Moira Kelly : Ann Mary Margaret Hawkes
- David Sherrill : Ethan Hawkes
- David Thornton : Frankie
- Bridgette Wilson-Sampras : Jeannie
- Clint Howard : Gus

## Production
Il s'agit du premier long métrage réalisé par Nick Cassavetes. Il marque par ailleurs les débuts au cinéma de Jake Lloyd.
Le tournage a lieu à San Francisco et Salt Lake City.